# Triacastela

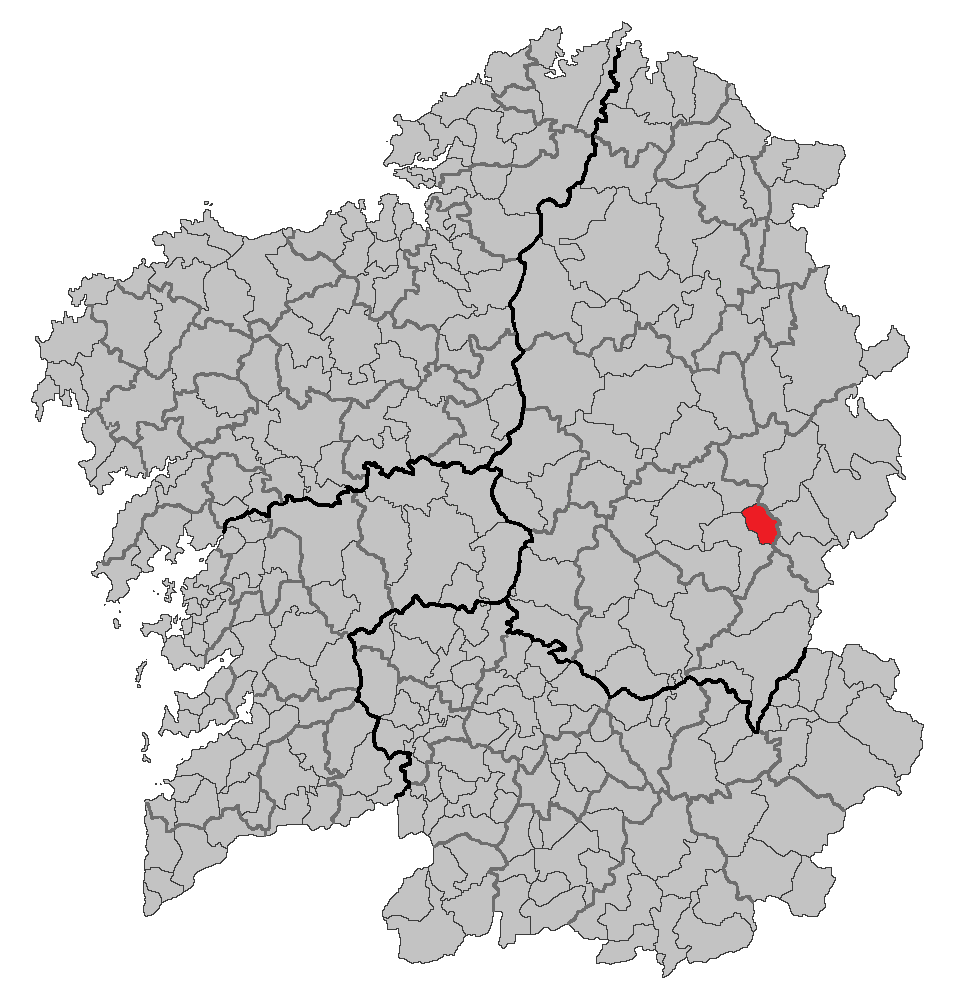
Localização de Triacastela

Triacastela é um município da Espanha na província de Lugo, comunidade autónoma da Galiza, de área  km² com população de 811 habitantes (2007) e densidade populacional de 16,34 hab/km².

## Demografia
| Variação demográfica do município entre 1991 e 2004 | Variação demográfica do município entre 1991 e 2004 | Variação demográfica do município entre 1991 e 2004 | Variação demográfica do município entre 1991 e 2004 |
| --------------------------------------------------- | --------------------------------------------------- | --------------------------------------------------- | --------------------------------------------------- |
| 1991                                                | 1996                                                | 2001                                                | 2004                                                |
| 1068                                                | 970                                                 | 873                                                 | 839                                                 |